# Staffetta 4×400 metri
La staffetta 4×400 metri è una specialità dell'atletica leggera, nella quale gli atleti competono in squadre di quattro elementi, detti "frazionisti".
Ogni frazionista percorre 400 metri per un totale di squadra di 1600 m.
È anche chiamata "staffetta del miglio", in quanto la distanza complessiva percorsa dagli atleti è prossima al miglio terrestre (1609,3 m).
La specialità è sia maschile che femminile e, dal 2020, anche mista (due corridori uomini e due donne in frazioni alternate).

## Record
Il record mondiale della staffetta 4×400 maschile è detenuto dalla nazionale statunitense composta da Andrew Valmon, Quincy Watts, Butch Reynolds e Michael Johnson con il tempo di 2'54"29, stabilito a Stoccarda il 22 agosto 1993.
Nel 1998 il primato mondiale era stato battuto dalla staffetta statunitense composta da Tyree Washington, Antonio Pettigrew, Jerome Young e Michael Johnson con il tempo di 2'54"20, ma successivamente il record è stato cancellato a causa dell'ammissione da parte di Antonio Pettigrew di aver fatto uso di doping.
Il record mondiale femminile è invece detenuto dalla nazionale sovietica che nel 1988 a Seul ha fermato il cronometro a 3'15"17. I record mondiali indoor della 4×400 m sono detenuti dalla staffetta maschile dell'Università di Houston (con il tempo di 3'01"51 corso nel 2019) e da quella femminile della Russia (con il tempo di 3'23"37 corso nel 2006).

### Maschili
Statistiche aggiornate al 14 settembre 2024.
|                             | Tempo   | Atleta        | Luogo       | Data           |
| --------------------------- | ------- | ------------- | ----------- | -------------- |
| Record mondiale             | 2'54"29 | Stati Uniti   | Stoccarda   | 22 agosto 1993 |
| Record olimpico             | 2'54"43 | Stati Uniti   | Parigi      | 10 agosto 2024 |
| Record africano             | 2'54"53 | Botswana      | Parigi      | 10 agosto 2024 |
| Record asiatico             | 2'59"51 | Giappone      | Parigi      | 10 agosto 2024 |
| Record europeo              | 2'55"83 | Gran Bretagna | Parigi      | 10 agosto 2024 |
| Record nord-centroamericano | 2'54"29 | Stati Uniti   | Stoccarda   | 22 agosto 1993 |
| Record oceaniano            | 2'59"70 | Australia     | Los Angeles | 11 agosto 1984 |
| Record sudamericano         | 2'58"56 | Brasile       | Winnipeg    | 30 luglio 1999 |
| Record nazionale            | 2'58"81 | Italia        | Tokyo       | 7 agosto 2021  |

### Femminili
Statistiche aggiornate al 14 marzo 2024.
|                             | Tempo   | Atleta                | Luogo     | Data              |
| --------------------------- | ------- | --------------------- | --------- | ----------------- |
| Record mondiale             | 3'15"17 | Unione Sovietica      | Seul      | 1º ottobre 1988   |
| Record olimpico             | 3'15"17 | Unione Sovietica      | Seul      | 1º ottobre 1988   |
| Record africano             | 3'21"04 | Nigeria               | Atlanta   | 3 agosto 1996     |
| Record asiatico             | 3'24"28 | Rappresentativa Hebei | Pechino   | 13 settembre 1993 |
| Record europeo              | 3'15"17 | Unione Sovietica      | Seul      | 1º ottobre 1988   |
| Record nord-centroamericano | 3'15"27 | Stati Uniti           | Parigi    | 10 agosto 2024    |
| Record oceaniano            | 3'23"81 | Australia             | Sydney    | 30 settembre 2000 |
| Record sudamericano         | 3'26"68 | Brasile               | San Paolo | 7 agosto 2011     |
| Record nazionale            | 3'23"40 | Italia                | Roma      | 12 giugno 2024    |

### Misti
Statistiche aggiornate al 3 agosto 2024.
|                             | Tempo   | Atleta      | Luogo             | Data              |
| --------------------------- | ------- | ----------- | ----------------- | ----------------- |
| Record mondiale             | 3'07"41 | Stati Uniti | Parigi            | 2 agosto 2024     |
| Record olimpico             | 3'07"41 | Stati Uniti | Parigi            | 2 agosto 2024     |
| Record africano             | 3'11"88 | Kenya       | Nairobi           | 15 giugno 2024    |
| Record asiatico             | 3'11"82 | Bahrein     | Doha              | 29 settembre 2019 |
| Record europeo              | 3'07"43 | Paesi Bassi | Parigi            | 3 agosto 2024     |
| Record nord-centroamericano | 3'07"41 | Stati Uniti | Parigi            | 2 agosto 2024     |
| Record oceaniano            | 3'17"00 | Australia   | Gold Coast        | 12 giugno 2021    |
| Record sudamericano         | 3'14"48 | Colombia    | Città del Messico | 7 Aprile 2024     |
| Record nazionale            | 3'09"66 | Italia      | Madrid            | 29 giugno 2025    |

### Maschili indoor
Statistiche aggiornate al 1º marzo 2021.
|                             | Tempo   | Atleta           | Luogo           | Data            |
| --------------------------- | ------- | ---------------- | --------------- | --------------- |
| Record mondiale             | 3'01"51 | Houston Cougars  | Clemson         | 9 febbraio 2019 |
| Record africano             | 3'07"95 | Nigeria          | Sopot           | 8 marzo 2014    |
| Record asiatico             | 3'05"90 | Giappone         | Maebashi        | 6 marzo 1999    |
| Record europeo              | 3'01"77 | Polonia          | Birmingham      | 4 marzo 2018    |
| Record nord-centroamericano | 3'01"39 | Texas A&M Aggies | College Station | 10 marzo 2018   |
| Record oceaniano            | 3'08"49 | Australia        | Siviglia        | 10 marzo 1991   |
| Record sudamericano         | 3'10"50 | Brasile          | Parigi          | 8 marzo 1997    |
| Record nazionale            | 3'05"51 | Italia           | Siviglia        | 10 marzo 1991   |

### Femminili indoor
Statistiche aggiornate al 20 febbraio 2022.
|                             | Tempo   | Atleta      | Luogo      | Data             |
| --------------------------- | ------- | ----------- | ---------- | ---------------- |
| Record mondiale             | 3'23"37 | Russia      | Glasgow    | 28 gennaio 2006  |
| Record africano             | 3'29"67 | Nigeria     | Sopot      | 8 marzo 2014     |
| Record asiatico             | 3'35"07 | Bahrein     | Doha       | 21 febbraio 2016 |
| Record europeo              | 3'23"37 | Russia      | Glasgow    | 28 gennaio 2006  |
| Record nord-centroamericano | 3'23"85 | Stati Uniti | Birmingham | 4 marzo 2018     |
| Record oceaniano            | 3'26"87 | Australia   | Maebashi   | 7 marzo 1999     |
| Record sudamericano         | 3'47"37 | Bolivia     | Cochabamba | 20 febbraio 2022 |
| Record nazionale            | 3'28"61 | Italia      | Istanbul   | 5 marzo 2023     |

Legenda:
: record mondiale
: record olimpico
: record africano
: record asiatico
: record europeo
: record nord-centroamericano e caraibico
: record oceaniano
: record sudamericano
: record italiano

## Migliori prestazioni

### Maschili outdoor
Statistiche aggiornate al 24 luglio 2022.
|     | Tempo   | Atleta      | Luogo             | Data             |
| --- | ------- | ----------- | ----------------- | ---------------- |
| 1.  | 2'54"29 | Stati Uniti | Stoccarda         | 22 agosto 1993   |
| 2.  | 2'55"39 | Stati Uniti | Pechino           | 23 agosto 2008   |
| 3.  | 2'55"56 | Stati Uniti | Osaka             | 2 settembre 2007 |
| 4.  | 2'55"70 | Stati Uniti | Tokyo             | 7 agosto 2021    |
| 5.  | 2'55"74 | Stati Uniti | Barcellona        | 8 agosto 1992    |
| 6.  | 2'55"91 | Stati Uniti | Atene             | 28 agosto 2004   |
| 7.  | 2'55"99 | Stati Uniti | Atlanta           | 3 agosto 1996    |
| 8.  | 2'56"16 | Stati Uniti | Città del Messico | 20 ottobre 1968  |
| 8.  | 2'56"16 | Stati Uniti | Seul              | 1º ottobre 1988  |
| 10. | 2'56"17 | Stati Uniti | Eugene            | 24 luglio 2022   |

### Femminili outdoor
Statistiche aggiornate al 24 luglio 2022.
|     | Tempo   | Atleta           | Luogo     | Data             |
| --- | ------- | ---------------- | --------- | ---------------- |
| 1.  | 3'15"17 | Unione Sovietica | Seul      | 1º ottobre 1988  |
| 2.  | 3'15"51 | Stati Uniti      | Seul      | 1º ottobre 1988  |
| 3.  | 3'15"92 | Germania Est     | Erfurt    | 3 giugno 1984    |
| 4.  | 3'16"71 | Stati Uniti      | Stoccarda | 22 agosto 1993   |
| 5.  | 3'16"85 | Stati Uniti      | Tokyo     | 7 agosto 2021    |
| 6.  | 3'16"87 | Germania Est     | Stoccarda | 31 agosto 1986   |
| 6.  | 3'16"87 | Stati Uniti      | Londra    | 11 agosto 2012   |
| 8.  | 3'17"79 | Stati Uniti      | Eugene    | 24 luglio 2022   |
| 9.  | 3'17"83 | Stati Uniti      | Berlino   | 23 agosto 2009   |
| 10. | 3'18"09 | Stati Uniti      | Taegu     | 3 settembre 2011 |

### Miste outdoor
Statistiche aggiornate al 7 giugno 2024.
|    | Tempo   | Atleta                | Luogo    | Data              |
| -- | ------- | --------------------- | -------- | ----------------- |
| 1. | 3'08"80 | Stati Uniti           | Budapest | 19 agosto 2023    |
| 2. | 3'09"34 | Stati Uniti           | Doha     | 29 settembre 2019 |
| 3. | 3'09"82 | Repubblica Dominicana | Eugene   | 15 luglio 2022    |
| 4. | 3'09"87 | Polonia               | Tokyo    | 31 luglio 2021    |
| 5. | 3'09"90 | Paesi Bassi           | Eugene   | 15 luglio 2022    |
| 6. | 3'09"92 | Irlanda               | Roma     | 7 giugno 2024     |
| 7. | 3'10"16 | Stati Uniti           | Eugene   | 15 luglio 2022    |
| 8. | 3'10"21 | Repubblica Dominicana | Tokyo    | 31 luglio 2021    |
| 9. | 3'10"22 | Stati Uniti           | Tokyo    | 31 luglio 2021    |
| 8. | 3'10"36 | Paesi Bassi           | Tokyo    | 31 luglio 2021    |

### Maschili indoor
Statistiche aggiornate al 14 marzo 2023.
|     | Tempo   | Atleta               | Luogo           | Data             |
| --- | ------- | -------------------- | --------------- | ---------------- |
| 1.  | 3'00"77 | USC Trojans          | College Station | 10 marzo 2018    |
| 2.  | 3'01"09 | Arkansas Razorbacks  | Albuquerque     | 4 febbraio 2023  |
| 3.  | 3'01"39 | Texas A&M Aggies     | College Station | 10 marzo 2018    |
| 4.  | 3'01"43 | Florida Gators       | College Station | 10 marzo 2018    |
| 5.  | 3'01"51 | Houston Cougars      | Clemson         | 9 febbraio 2019  |
| 6.  | 3'01"56 | Texas A&M Aggies     | Clemson         | 9 febbraio 2019  |
| 7.  | 3'01"77 | Polonia              | Birmingham      | 4 marzo 2018     |
| 8.  | 3'01"78 | Alabama Crimson Tide | Fayetteville    | 25 febbraio 2023 |
| 9.  | 3'01"96 | Stati Uniti          | Fayetteville    | 11 febbraio 2006 |
| 10. | 3'01"97 | Stati Uniti          | Birmingham      | 4 marzo 2018     |

### Femminili indoor
Statistiche aggiornate al 14 marzo 2023.
|     | Tempo   | Atleta              | Luogo           | Data             |
| --- | ------- | ------------------- | --------------- | ---------------- |
| 1.  | 3'21"75 | Arkansas Razorbacks | Albuquerque     | 11 marzo 2023    |
| 2.  | 3'23"37 | Russia              | Glasgow         | 28 gennaio 2006  |
| 3.  | 3'23"85 | Stati Uniti         | Birmingham      | 4 marzo 2018     |
| 4.  | 3'23"88 | Russia              | Budapest        | 7 marzo 2004     |
| 5.  | 3'24"09 | Arkansas Razorbacks | College Station | 26 febbraio 2022 |
| 6.  | 3'24"25 | Russia              | Maebashi        | 7 marzo 1999     |
| 7.  | 3'24"83 | Stati Uniti         | Sopot           | 9 marzo 2014     |
| 8.  | 3'24"91 | Russia              | Mosca           | 12 marzo 2006    |
| 9.  | 3'25"43 | Texas A&M Aggies    | College Station | 26 febbraio 2022 |
| 10. | 3'25"66 | Paesi Bassi         | Istanbul        | 5 marzo 2023     |